# エスタディオ・グラン・パルケ・セントラル
エスタディオ・グラン・パルケ・セントラル（スペイン語: Estadio Gran Parque Central）はウルグアイのモンテビデオにあるサッカー専用スタジアム。ウルグアイの名門ナシオナル・モンテビデオの本拠地。
スポーツだけでなく、ウルグアイ史にとっても重要なランドマークの1つである。1930年にエスタディオ・センテナリオが完成するまで、ウルグアイにおけるスポーツのメインスタジアムとして使用された。
コパ・アメリカの1923年大会および1924年大会はウルグアイで開催され、全試合（各大会6試合ずつ）がグラン・パルケ・セントラルで行われた。両大会ともウルグアイが優勝を飾っている。
1930年にウルグアイで開催された第1回FIFAワールドカップではグループステージの6試合が行われた。1930年7月13日には歴史的な開幕試合（アメリカ対ベルギー）が行われ、18,346人が観戦した。試合はアメリカがベルギーに3-0で勝利を収めた。